# Keilbahnhof

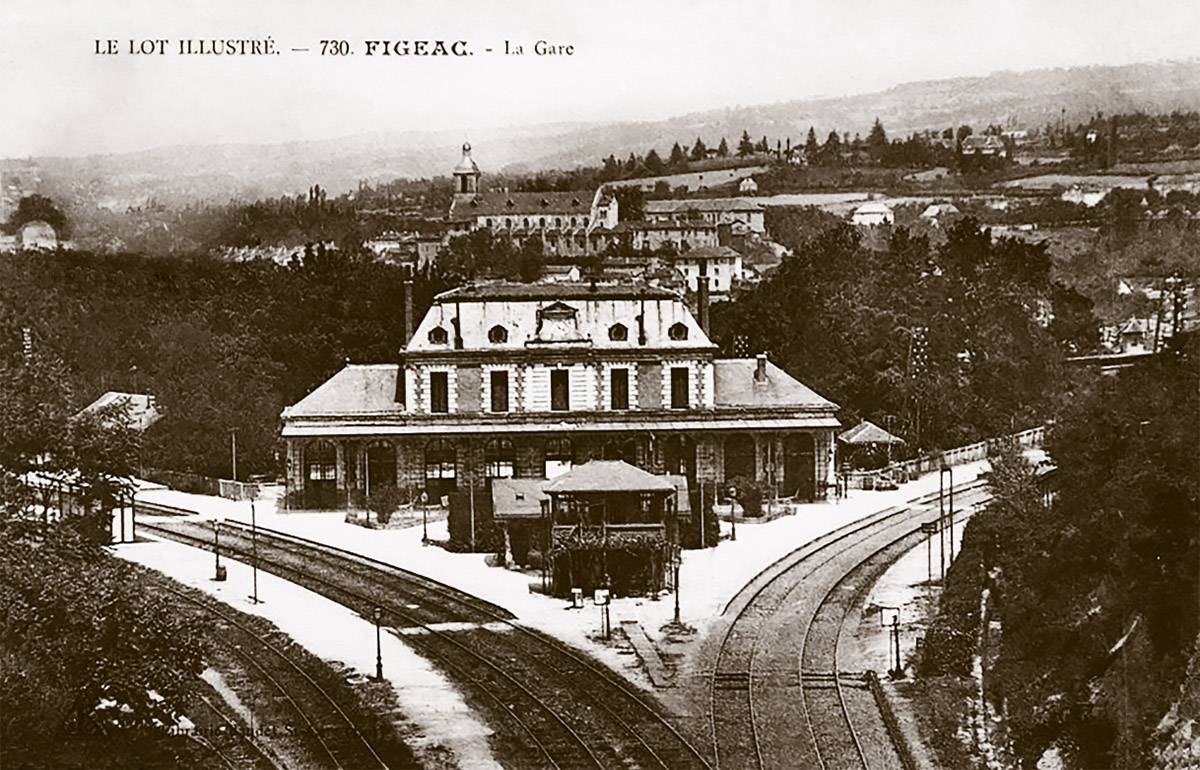
Keilbahnhof Figeac im französischen Département Lot (um 1890)

Schema von Keilbahnhöfen

Als Keilbahnhof wird ein Trennungsbahnhof bezeichnet, dessen Empfangsgebäude im Keil zwischen in zwei Richtungen auseinander führenden Strecken liegt. Die Bahnsteige liegen beidseits des Gebäudes. Im Unterschied dazu werden bei einem Inselbahnhof die Gleise nach dem Empfangsgebäude wieder zusammengeführt.

## Liste der Keilbahnhöfe

### Keilbahnhöfe in Deutschland
| Ort                               | Bahnhof                                         | Richtungen | Bemerkungen |
| --------------------------------- | ----------------------------------------------- | --- | --- |
| Baden-Württemberg                 |                                                 | | |
| Altshausen                        | Altshausen                                      | Richtung Bad Saulgau und Richtung Pfullendorf | Richtung Pfullendorf nur Sonderzüge („Räuberbahn“) |
| Aalen-Hofen                       | Goldshöfe                                       | Richtung Crailsheim und Richtung Nördlingen | bis 1985 Inselbahnhof wg. Gleisverbindung vom Gleis 1 Rems Richtung Crailsheim |
| Appenweier                        | Appenweier                                      | Richtung Karlsruhe und Richtung Kehl | Bahnhofsgebäude steht in Seitenlage an der Rheintalbahn. Gleise 1 bis 3 mit Bahnsteig, Gleis 9 von Offenburg nach Kehl mit Bahnsteig liegt etwas abseits in Keilform. Die Gleise 4 und 5 gehören zur Fernbahn Karlsruhe–Offenburg und werden von Güterzügen und dem ICE benutzt. Gleis 6 geht von Karlsruhe nach Kehl/Strasbourg und wird vom TGV/ICE und Güterzügen nach Frankreich benutzt. |
| Böblingen                         | Böblingen Zimmerschlag früher Schönaicher First | Richtung Schönaich und Richtung Dettenhausen | Richtung Schönaich abgebaut |
| Laupheim                          | Laupheim West                                   | Richtung Laupheim und Richtung Friedrichshafen | Ostseite über Parkplatz; getrennter Bahnsteig; seit Fertigstellung der Südkurve Dreiecksbahnhof |
| Leutkirch im Allgäu               | Leutkirch                                       | Richtung Memmingen und Richtung Isny | Gleise der früheren Strecke Richtung Isny enden im Bahnhofsbereich (ca. 300 m nach der Verzweigung) |
| Maulbronn                         | Maulbronn West                                  | Richtung Bruchsal und Richtung Maulbronn | |
| Schefflenz                        | Oberschefflenz                                  | Richtung Billigheim und Richtung Neckarburken | Richtung Billigheim abgerissen |
| Stuttgart-Zuffenhausen            | Stuttgart-Zuffenhausen                          | Richtung Ludwigsburg und Richtung Weil der Stadt | |
| Waiblingen                        | Waiblingen                                      | Richtung Backnang und Richtung Aalen | |
| Wendlingen                        | Wendlingen                                      | Richtung Oberlenningen und Richtung Tübingen | |
| Weikersheim                       | Weikersheim                                     | Richtung Königshofen und Richtung Ochsenfurt | bayerischer Bahnhofsteil überbaut; nach Ochsenfurt abgebaut |
| Bayern                            |                                                 | | |
| Augsburg-Hochzoll                 | Augsburg-Hochzoll                               | Richtung Ingolstadt und Richtung München | |
| Creidlitz                         | Creidlitz                                       | Richtung Lichtenfels und Richtung Rossach | Richtung Rossach stillgelegt |
| Gasseldorf                        | Gasseldorf                                      | Richtung Heiligenstadt und Richtung Behringersmühle | Strecke nach Heiligenstadt stillgelegt, nach Behringersmühle noch Museumsbetrieb (DFS) |
| Maxhütte-Haidhof                  | Maxhütte-Haidhof                                | Richtung Burglengenfeld und Richtung Schwandorf | |
| Neustadt (Waldnaab)               | Neustadt (Waldnaab)                             | Richtung Oberkotzau und Richtung Eslarn | Richtung Eslarn ab neuem Haltepunkt Neustadt abgebaut |
| Oberkotzau                        | Oberkotzau                                      | Richtung Selb und Richtung Marktredwitz | |
| Gemünden am Main-Wernfeld         | Wernfeld                                        | Richtung Schweinfurt und Richtung Würzburg | Bahnsteige entfernt. Haltepunkt an Würzburger Strecke in anderer Lage. |
| Berlin                            |                                                 | | |
| Berlin-Friedrichshain             | Ostkreuz                                        | Verbindung von der Stadtbahn Richtung Frankfurter Allee (stillgelegt und abgebaut) und Richtung Treptower Park (Gleiskurve neu aufgebaut ohne Bahnsteig) | kombinierter Keil- und Turmbahnhof |
| Brandenburg                       |                                                 | | |
| Elsterwerda-Biehla                | Elsterwerda-Biehla                              | Richtung Elsterwerda und Richtung Falkenberg | |
| Küstriner Vorland (Küstrin-Kietz) | Küstrin-Kietz                                   | Richtung Frankfurt (Oder) und Richtung Berlin | Richtung Frankfurt (Oder) stillgelegt; seit 1952 mit Verbindung von der Frankfurter Seite Richtung Berlin zum Inselbahnhof umgebaut |
| Putlitz                           | Putlitz                                         | Richtung Berge und Richtung Suckow | beide Strecken nördlich von Putlitz abgebaut; Empfangsgebäude in Seitenlage |
| Nauen                             | Röthehof                                        | Richtung Brandenburg und Richtung Ketzin | Richtung Brandenburg abgebaut und Richtung Ketzin nur noch Güterverkehr |
| Wittenberge                       | Wittenberge                                     | Richtung Berlin und Richtung Magdeburg | beim Umbau 2002–2004 Gleise nach Magdeburg auf Berliner Seite verlegt |
| Bremen                            |                                                 | | |
| Bremen-Burglesum                  | Bremen-Burg                                     | Richtung Bremerhaven und Richtung Bremen-Vegesack | kein Bahnhofsgebäude mehr vorhanden; Stellwerk und weitere Anlagen in Seitenlage |
| Hessen                            |                                                 | | |
| Eschwege-Niederhone               | Eschwege West                                   | Richtung Göttingen und Richtung Eschwege-Stadt | Ostseite seit Dezember 2009 wieder in Betrieb; kein Halt von Reisezügen mehr |
| Frankfurt-Schwanheim              | Frankfurt am Main Stadion                       | Richtung Mainz bzw. Richtung Frankfurt Flughafen Regionalbahnhof und Richtung Mannheim                                                                   | seit dem Umbau 2005–2007 kein Keilbahnhof mehr |
| Gießen                            | Gießen                                          | Richtung Marburg und Richtung Alsfeld | |
| Baunatal-Guntershausen            | Baunatal-Guntershausen                          | Richtung Bebra und Richtung Marburg | |
| Haiger                            | Haiger                                          | Richtung Betzdorf und Richtung Siegen | |
| Mörlenbach                        | Mörlenbach                                      | Richtung Fürth und Richtung Wahlen (Odenwald) | Richtung Wahlen stillgelegt (Weiche ausgebaut) |
| Schwalmstadt                      | Treysa                                          | Richtung Kassel und Richtung Eschwege | bis 1908; Bahnhof wurde nach Süden verlegt; Strecke nach Eschwege abgebaut |
| Weimar (Lahn)-Niederwalgern       | Niederwalgern                                   | Richtung Gießen und Richtung Herborn | Richtung Herborn stillgelegt (Reaktivierung in Diskussion) |
| Waldkappel                        | Waldkappel                                      | Richtung Kassel und Richtung Treysa | beide Äste stillgelegt |
| Mecklenburg-Vorpommern            |                                                 | | |
| Hagenow                           | Hagenow Land                                    | Richtung Schwerin und Richtung Ludwigslust | |
| Velgast                           | Neu Seehagen                                    | Richtung Franzburg und Richtung Tribsees | Bahnstrecke Velgast–Tribsees/Franzburg; beide Äste stillgelegt |
| Pasewalk                          | Pasewalk                                        | Richtung Stettin und Richtung Prenzlau | |
| Niedersachsen                     |                                                 | | |
| Bad Nenndorf                      | Bad Nenndorf früher: Bad Nenndorf Nord          | Richtung Barsinghausen und Richtung Bad Münder | Richtung Bad Münder abgebaut |
| Buchholz in der Nordheide         | Buchholz in der Nordheide                       | Richtung Hamburg-Harburg und Richtung Maschen | |
| Cordingen                         | Cordingen                                       | Richtung Visselhövede und Richtung Bomlitz | Richtung Visselhövede abgebaut; Richtung Bomlitz nur noch Güterverkehr |
| Hameln                            | Hameln                                          | Richtung Altenbeken und Richtung Löhne | |
| Holdorf                           | Holdorf                                         | Richtung Hesepe und Richtung Damme | Richtung Damme abgebaut; nur noch Haltepunkt Richtung Hesepe |
| Hude                              | Hude                                            | Richtung Oldenburg und Richtung Nordenham | Empfangsgebäude 2012/13 abgerissen; teilweise Gleisverbindung nach Gabelung vorhanden |
| Einbeck-Kreiensen                 | Kreiensen                                       | Richtung Hannover und Richtung Börßum | |
| Northeim                          | Northeim                                        | Richtung Hannover und Richtung Nordhausen | |
| Nordstemmen                       | Nordstemmen                                     | Richtung Hannover und Richtung Hildesheim | ursprünglich Inselbahnhof |
| Osnabrück-Eversburg               | Osnabrück-Eversburg                             | Richtung Rheine und Richtung Oldenburg | kein Halt von Reisezügen mehr; Bahnsteig Richtung Rheine abgebaut |
| Wunstorf                          | Wunstorf                                        | Richtung Minden und Richtung Bremen | seit 1906; zuvor Inselbahnhof |
| Nordrhein-Westfalen               |                                                 | | |
| Altenbeken                        | Altenbeken                                      | Richtung Hameln und Richtung Warburg | durch Verbindungsgleis heute kein reiner Keilbahnhof mehr; Gebäude befindet sich jedoch weiterhin im „Keil“ der Gleise |
| Essen-Kupferdreh                  | Alter Bahnhof Kupferdreh                        | Richtung Wuppertal und Richtung Haus Scheppen | Richtung Wuppertal Bahnsteig in anderer Lage und Richtung Haus Scheppen Museumsbetrieb (Hespertalbahn) |
| Fröndenberg                       | Fröndenberg                                     | Richtung Menden und Richtung Arnsberg | |
| Hattingen                         | Hattingen (Ruhr)                                | Richtung Hattingen Mitte, Richtung Hagen und Richtung Wuppertal                                                                                          | Richtung Hagen nur Museumsbetrieb Richtung Wuppertal stillgelegt |
| Lünen                             | Lünen Hbf                                       | Richtung Dülmen/Gronau und Richtung Münster | |
| Mülheim an der Ruhr               | Mülheim (Ruhr) Hbf                              | Richtung Krefeld und Richtung Duisburg | Strecke Richtung Krefeld stillgelegt; heute Durchgangsbahnhof |
| Stolberg (Rheinland)              | Stolberg (Rheinl) Hbf                           | Richtung Aachen, Richtung Merzbrück/Alsdorf und Richtung Walheim                                                                                         | |
| Wuppertal-Vohwinkel               | Wuppertal-Vohwinkel                             | Richtung Düsseldorf/Köln und Richtung Essen | |
| Halver-Anschlag                   | Anschlag                                        | | Wuppertalbahn |
| Radevormwald-Krebsöge             | Krebsöge                                        | Richtung Anschlag (Halver) und Richtung Remscheid-Lennep                                                                                                 | |
| Rheinland-Pfalz                   |                                                 | | |
| Altenglan                         | Altenglan                                       | Richtung Kusel und Richtung Staudernheim | Richtung Staudernheim nur noch Draisinenverkehr |
| Alzey                             | Alzey West                                      | | |
| Bad Kreuznach                     | Bad Kreuznach                                   | Richtung Gau Algesheim und Richtung Bingen | |
| Betzdorf                          | Betzdorf                                        | Richtung Siegen und Richtung Haiger/Daaden | |
| Höhr-Grenzhausen                  | Grenzau                                         | Richtung Hillscheid und Richtung Engers | |
| Ludwigshafen am Rhein             | Ludwigshafen Hbf                                | Richtung Worms und Richtung Mannheim | kombinierter Keil- und Turmbahnhof |
| Saarland                          |                                                 | | |
| Bous (Saar)                       | Bous                                            | Richtung Saarbrücken Hauptbahnhof und Richtung Fürstenhausen                                                                                             | die Strecke über die Saar nach Fürstenhausen ist nach dem Zweiten Weltkrieg nicht wieder aufgebaut worden; Strecke wurde nur 38 Jahre lang bedient |
| Neunkirchen (Saar)                | Neunkirchen (Saar) Hauptbahnhof                 | Richtung Türkismühle und Richtung Homburg | |
| Saarbrücken                       | Saarbrücken Ost                                 | Richtung Homburg und Richtung Sarreguemines | heute nur noch Haltepunkt; Bahnsteig Richtung Sarreguemines wird nicht mehr bedient |
| Sachsen                           |                                                 | | |
| Berthelsdorf/Erzgeb.              | Berthelsdorf (Erzgeb)                           | Richtung Brand-Erbisdorf und Richtung Holzhau | Richtung Brand-Erbisdorf nur Güterverkehr |
| Chemnitz                          | Chemnitz Süd                                    | Richtung Zwickau und Richtung Aue (Sachs) | Gleistrennung schon ab Chemnitz Hauptbahnhof |
| Döbeln                            | Döbeln Hbf                                      | Richtung Riesa und Richtung Meißen | |
| Pöhl-Herlasgrün                   | Herlasgrün                                      | siehe Bemerkung | Besonderheit: Bahnhof im Gleisdreieck Richtung Plauen, Zwickau bzw. Falkenstein. Alle drei Seiten mit Bahnsteigen. |
| Rosenbach/Vogtl.-Mehltheuer       | Mehltheuer                                      | Richtung Weida und Richtung Plauen | |
| Nossen-Mertitz                    | Mertitz Gabelstelle                             | Richtung Meißen und Richtung Döbeln | Schmalspurbahn, stillgelegt |
| Mittelherwigsdorf                 | Mittelherwigsdorf                               | Richtung Oderwitz und Richtung Hainewalde | |
| Narsdorf                          | Narsdorf                                        | Richtung Leipzig und Richtung Rochlitz | zum Haltepunkt zurückgebaut Richtung Rochlitz stillgelegt |
| Oschatz                           | Oschatz                                         | Richtung Dresden und Richtung Mügeln | Richtung Mügeln Schmalspur |
| Pirna                             | Pirna                                           | | Durchgangsbahnhof an der Elbtalbahn; Bahnstrecke Pirna–Dürrröhrsdorf |
| Zwickau                           | Zwickau Hbf                                     | Richtung Chemnitz und Richtung Aue | |
| Sachsen-Anhalt                    |                                                 | | |
| Kalbe (Milde)-Badel               | Badel                                           | Richtung Beetzendorf und Richtung Salzwedel | Altmärkische Kleinbahn; beide Äste stillgelegt |
| Berga                             | Berga-Kelbra                                    | Richtung Nordhausen und Richtung Stolberg (Harz) | |
| Biederitz                         | Biederitz                                       | Richtung Brandenburg und Richtung Loburg bzw. Dessau-Roßlau                                                                                              | |
|                                   | Bocksthal                                       | Richtung Ernst-Schacht und Richtung Benndorf | Mansfelder Bergwerksbahn; Museumsbetrieb; Richtung Ernst-Schacht Abstellgleis |
| Sangerhausen-Oberröblingen        | Oberröblingen                                   | Richtung Erfurt und Richtung Allstedt | Richtung Allstedt abgebaut |
| Oschersleben (Bode)               | Oschersleben (Bode)                             | Richtung Halberstadt und Richtung Gunsleben | Richtung Gunsleben stillgelegt |
| Stendal                           | Peulingen                                       | Richtung Klein Rossau und Richtung Hohenwulsch | Stendaler Kleinbahn; beide Äste abgebaut |
| Stendal                           | Stendal Ost                                     | Richtung Arendsee und Richtung Arneburg | beide Äste abgebaut |
| Kalbe (Milde)-Wernstedt           | Wernstedt                                       | Richtung Klötze und Richtung Kalbe (Milde) | Altmärkische Kleinbahn; beide Äste abgebaut |
| Schleswig-Holstein                |                                                 | | |
| Büchen                            | Büchen                                          | Richtung Schwerin und Richtung Lüneburg | |
| Malente                           | Bad Malente-Gremsmühlen                         | Richtung Kiel und Richtung Lütjenburg | Streckenast nach Lütjenburg nicht mehr befahrbar (Reaktivierung in Planung) |
| Niebüll                           | Niebüll                                         | Richtung Husum und Richtung Dagebüll | |
| Osterrönfeld                      | Osterrönfeld                                    | Richtung Kiel und Richtung Neumünster | |
| Tornesch                          | Tornesch                                        | Richtung Uetersen und Richtung Kiel | Richtung Uetersen Personenverkehr eingestellt |
| Wilster                           | Wilster                                         | Richtung Brunsbüttel und Richtung Heide | Richtung Brunsbüttel nur Güterverkehr |
| Thüringen                         |                                                 | | |
| Bad Berka                         | Bad Berka                                       | Richtung Weimar und Richtung Blankenhain | Richtung Blankenhain abgebaut |
| Fröttstädt                        | Fröttstädt                                      | Richtung Gotha und Richtung Friedrichroda | |
| Barchfeld-Immelborn               | Immelborn                                       | Richtung Meiningen und Richtung Bad Liebenstein | Richtung Bad Liebenstein nur Güterverkehr |
| Jena-Göschwitz                    | Jena-Göschwitz                                  | Richtung Gera und Richtung Saalfeld | |
| Ronneburg (Thüringen)-Raitzhain   | Raitzhain                                       | Richtung Großenstein und Richtung Schmölln | nur noch Güterverkehr |
| Schmalkalden                      | Schmalkalden                                    | Richtung Kleinschmalkalden und Richtung Zella-Mehlis | Richtung Kleinschmalkalden abgebaut |
| Bad Lobenstein-Unterlemnitz       | Unterlemnitz                                    | Richtung Hockeroda und Richtung Triptis | Richtung Triptis nur Güterverkehr |
| Schmalkalden-Wernshausen          | Wernshausen                                     | Richtung Zella-Mehlis und Richtung Meiningen | Empfangsgebäude in Seitenlage |
| Wutha                             | Wutha                                           | Richtung Ruhla und Richtung Eisenach | Richtung Ruhla abgebaut |

### Keilbahnhöfe in Österreich
| Ort             | Bahnhof                    | Richtungen                                                           | Bemerkungen                                         |
| --------------- | -------------------------- | -------------------------------------------------------------------- | --------------------------------------------------- |
| Graz            | Graz Don Bosco             | Richtung Fehring und Richtung Maribor (Marburg)                      |                                                     |
| Parndorf        | Parndorf Ort               | Richtung Neusiedl am See und Richtung Ungarn                         | betrieblich eine Haltestelle                        |
| Wien Donaustadt | Wien Erzherzog-Karl-Straße | Richtung Laa an der Thaya und Richtung Marchegg                      |                                                     |
| Kastenreith     | Kastenreith Bahnst         | Richtung St. Valentin via Steyr und Richtung Amstetten via Waidhofen | betrieblich eine Haltestelle, Gebäude nicht im Keil |

### Keilbahnhöfe in der Schweiz

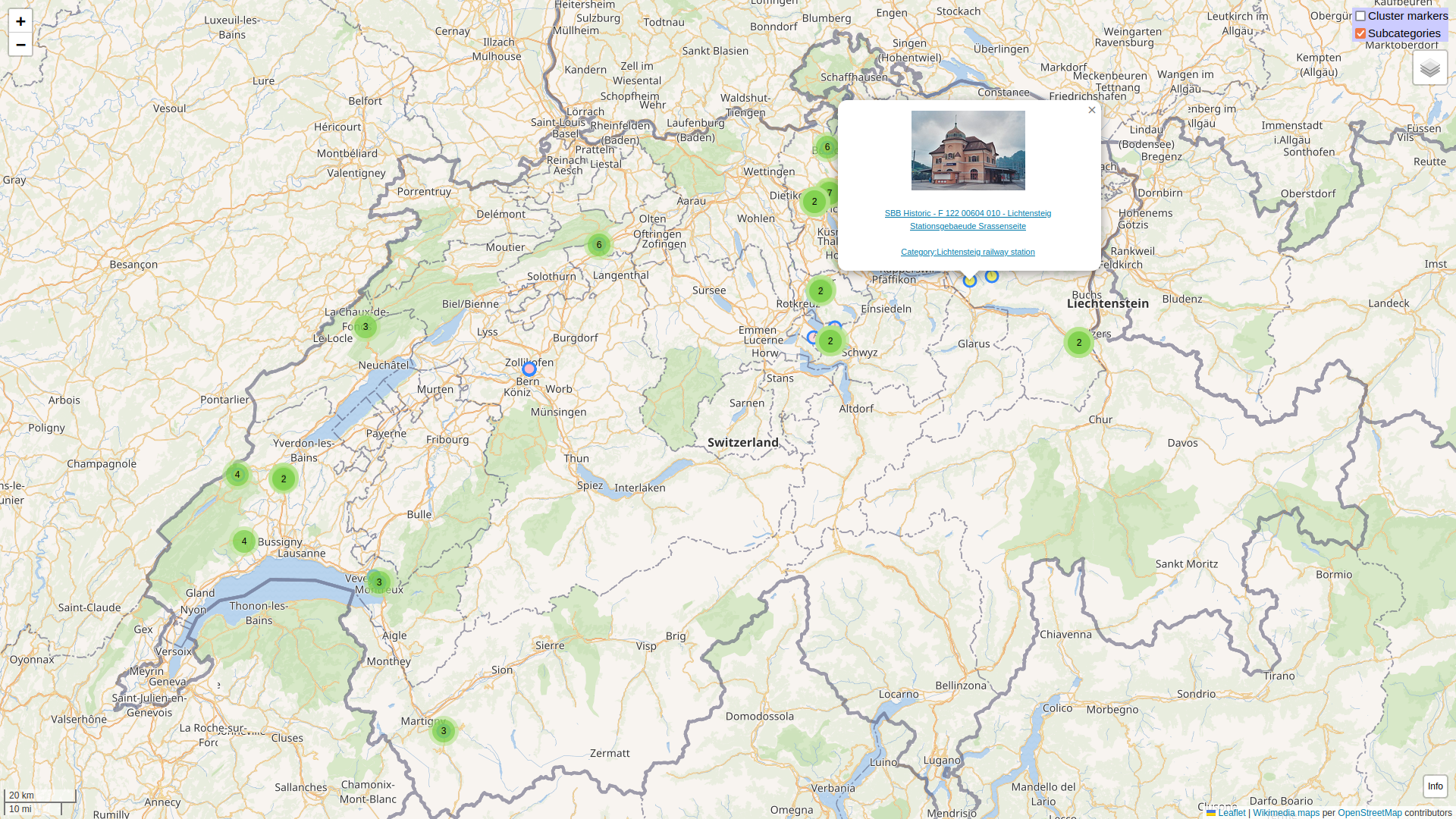
Keilbahnhöfe in der Schweiz (Karte geocodierter Fotos bei Wikimedia Commons)

| Ort               | Bahnhof           | Richtungen                                                                               | Bemerkungen |
| ----------------- | ----------------- | ---------------------------------------------------------------------------------------- | --- |
| Apples            | Apples            | Richtung Morges und Richtung L’Isle                                                      | |
| Goldau            | Arth-Goldau       | Richtung Luzern und Richtung Zug                                                         | |
| Chamby            | Chamby            | Von Montreux Richtung Blonay und Les Avants                                              | |
| Bülach            | Bülach            | Richtung Winterthur und Richtung Zürich                                                  | |
| Chavornay         | Chavornay         | Richtung Orbe und Richtung Yverdon                                                       | Chemin de fer Orbe–Chavornay |
| Convers           | Convers           | Richtung La Chaux-de-Fonds und Richtung Biel/Bienne                                      | bis 1895 |
| Le Day            | Le Day            | Richtung Lausanne und Richtung Le Brassus                                                | bis Mai 2022 (ersetzt durch neue Haltestelle) |
| Les Planches      | Les Planches      | Richtung Les Diablerets und Richtung Aigle VD                                            | Transports Publics du Chablais; Bahnhofgebäude nicht im Keil                                                                                         |
| Lenzburg          | Lenzburg          | Richtung Brugg/Rotkreuz und Richtung Emmenbrücke                                         | |
| Lichtensteig      | Lichtensteig      | Richtung Wil und Richtung St. Gallen                                                     | |
| Oensingen         | Oensingen         | Richtung Balsthal und Richtung Olten                                                     | |
| Sargans           | Sargans           | Richtung Ziegelbrücke und Richtung Buchs SG                                              | |
| Sembrancher       | Sembrancher       | Richtung Le Châble und Richtung Orsières                                                 | |
| Worblaufen        | Worblaufen        | Richtung Unterzollikofen und Richtungen Oberzollikofen, Worb                             | Schmalspur; Aufteilung in drei Strecken; Keil nur Richtung Unterzollikofen; ursprünglich Gleisdreieck zwischen Strecken nach Oberzollikofen und Worb |
| Zug               | Zug               | Richtung Arth-Goldau und Richtung Luzern                                                 | |
| Zürich Altstetten | Zürich Altstetten |                                                                                          | ehemalig |
| Zürich Oerlikon   | Zürich Oerlikon   | Richtung Wallisellen und Richtungen Zürich Seebach, Glattbrugg, Kloten, Zürich Flughafen | Gleise 1 und 2 sind nur im Westkopf verbunden; Bahnhofgebäude nicht im Keil                                                                          |

### Keilbahnhöfe in Frankreich
| Ort                                  | Richtungen | Bemerkungen                                |
| ------------------------------------ | --- | ------------------------------------------ |
| Asnières-sur-Seine                   | Richtung Caen und Richtung Versailles                                                                                        |                                            |
| Aspres-sur-Buëch                     | Richtung Valence und Richtung Grenoble                                                                                       |                                            |
| Bécon-les-Bruyères                   | von Paris-Saint-Lazare Richtung Versailles-Rive-Droite und Saint-Germain-en-Laye Richtung Germain-en-Laye                    |                                            |
| Bellegarde-sur-Valserine             | Bahnstrecke Lyon–Genève Richtung Lyon und Bahnstrecke Bourg-en-Bresse–Bellegarde Richtung Bourg-en-Bresse                    |                                            |
| Berthelming                          | Bahnstrecke Réding–Metz-Ville Richtung Metz und Bahnstrecke Berthelming–Sarreguemines Richtung Sarreguemines                 |                                            |
| Bourg-la-Reine                       | Bahnstrecke Bourg-la-Reine–Robinson und Saint-Rémy-lès-Chevreuse/Limours                                                     |                                            |
| Cabariot                             | Bahnstrecke Nantes-Orléans–Saintes Richtung Saintes und Bahnstrecke Cabariot–Chapus Richtung Bourcefranc-le-Chapus           |                                            |
| Cannes-La Bocca                      | Bahnstrecke Marseille–Ventimiglia Richtung Marseille und Bahnstrecke Cannes–Grasse Richtung Grasse                           | kein Halt für Züge der Strecke nach Grasse |
| Colmar-Sud                           | Bahnstrecke Freiburg–Colmar Richtung Neubreisach und Richtung Bollwiller                                                     |                                            |
| Vierzon-Forges                       | Bahnstrecke Vierzon–Saincaize Richtung Saincaize und Bahnstrecke Orléans–Montauban nach Montauban                            |                                            |
| Figeac                               | Richtung Brive und Richtung Aurillac                                                                                         |                                            |
| Issy-Val de Seine                    | RER C Bahnstrecke Invalides–Versailles-Rive-Gauche und Puteaux–Issy-Plaine                                                   |                                            |
| Jarville-la-Malgrange                | Bahnstrecke Paris–Strasbourg Richtung Strasbourg und Bahnstrecke Jarville-la-Malgrange–Mirecourt Richtung Mirecourt          |                                            |
| Jessains                             | Bahnstrecke Paris–Mulhouse Richtung Paris-Est und Bahnstrecke Jessains–Sorcy                                                 |                                            |
| Juvisy-sur-Orge                      | Bahnstrecke Paris–Bordeaux Richtung Bordeaux und Richtung Montargis                                                          |                                            |
| Lisieux                              | Richtung Caen und Richtung Trouville-sur-Mer-Deauville                                                                       |                                            |
| Longpré-les-Corps-Saints             | |                                            |
| Lyon Perrache                        | |                                            |
| Marseille-Blancarde                  | Richtung Toulon und Richtung Marseille-Prado                                                                                 | Richtung Prado kein Personenverkehr        |
| Montmélian                           | Richtung Grenoble und Richtung Modane                                                                                        |                                            |
| Mouchard                             | Bahnstrecke Dijon–Vallorbe Richtung Vallorbe und Bahnstrecke Mouchard–Bourg-en-Bresse Richtung Bourg-en-Bresse               |                                            |
| Moret - Veneux-les-Sablons           | |                                            |
| Nouvel-Avricourt (Moselle)           | |                                            |
| Saint-Nom-la-Bretèche Forêt de Marly | Ligne de la grande ceinture de Paris und Bahnstrecke Saint-Cloud à Saint-Nom-la-Bretèche–Forêt-de-Marly Rtg. Versailles      |                                            |
| Saint-Benoît (Vienne)                | Richtung Bahnstrecke Paris–Bordeaux u. Bahnstrecke Saint-Benoît–Le Blanc Richtung Bahnstrecke Saint-Benoît–La Rochelle-Ville | Bahnhof aufgelassen                        |
| Serquigny                            | Richtung Caen und Richtung Rouen                                                                                             |                                            |
| Tarascon                             | Richtung Avignon und Marseille                                                                                               |                                            |
| Tournan-en-Brie, Bahnhof Juvisy      | |                                            |
| Vias                                 | Richtung Sète und Richtung Lodève                                                                                            |                                            |

### Weitere Keilbahnhöfe in Europa
| Ort                                         | Richtungen                                                                                      | Bemerkungen                                                           |
| ------------------------------------------- | ----------------------------------------------------------------------------------------------- | --------------------------------------------------------------------- |
| Belgien                                     |                                                                                                 |                                                                       |
| Ottignies                                   | Richtung Brüssel und Richtung Leuven und Richtung Namur/Louvain-la-Neuve und Richtung Charleroi | an beiden Seiten des Bahnhofs                                         |
| Pepinster                                   | Richtung Lüttich und Richtung Spa                                                               |                                                                       |
| Weerde                                      |                                                                                                 |                                                                       |
| Willebroek                                  |                                                                                                 |                                                                       |
| Waimes (Weismes)                            | Richtung Sankt Vith und Richtung Stavelot                                                       | stillgelegt                                                           |
| Finnland                                    |                                                                                                 |                                                                       |
| Hyvinkää                                    | Richtung Helsinki und Richtung Karis                                                            | Personenverkehr Richtung Karis (Karjaa) eingestellt                   |
| Großbritannien                              |                                                                                                 |                                                                       |
| England                                     |                                                                                                 |                                                                       |
| Barnt Green                                 | Richtung Cheltenham und Richtung Redditch                                                       |                                                                       |
| Cheadle Hulme                               | Richtung Crewe und Richtung Manchester                                                          |                                                                       |
| Crystal Palace                              | Richtung Sydenham und Richtung Beckenham Junction bzw. East Croydon                             |                                                                       |
| Duffield                                    |                                                                                                 |                                                                       |
| Gospel Oak                                  | Richtung Stratford und Richtung South Tottenham                                                 |                                                                       |
| Grosmont                                    | Richtung Middlesbrough und Richtung Pickering                                                   |                                                                       |
| Helsby                                      | Richtung Chester und Richtung Ellesmere Port                                                    |                                                                       |
| Hither Green                                | Richtung Tonbridge und Richtung Dartford                                                        |                                                                       |
| Kidsgrove                                   | Richtung Manchester und Richtung Crewe                                                          |                                                                       |
| Lewes                                       | Richtung Brighton und Richtung London                                                           |                                                                       |
| Lewisham                                    | Richtung Dartford und Richtung Tonbridge / Beckenham                                            |                                                                       |
| Marks Tey                                   | Richtung London und Richtung Sudbury                                                            |                                                                       |
| Meadowhall                                  | Richtung Swinton und Richtung Barnsley                                                          |                                                                       |
| Penistone                                   | Richtung Huddersfield (Strecke Richtung Manchester 1981 geschlossen und stillgelegt)            |                                                                       |
| Pitsea                                      | Richtung Stanford-le-Hope und Richtung Upminster                                                |                                                                       |
| Sutton                                      | Richtung Epsom bzw. Wimbledon und Richtung Epsom Downs                                          |                                                                       |
| Virginia Water                              | Richtung Ascot und Richtung Weybridge                                                           |                                                                       |
| Schottland                                  |                                                                                                 |                                                                       |
| Motherwell (Lanarkshire)                    | West Coast Main Line und Hamilton Circle                                                        |                                                                       |
| Perth (Perthshire)                          | Richtung Inverness und Richtung Aberdeen                                                        |                                                                       |
| Irland                                      |                                                                                                 |                                                                       |
| Howth Junction                              |                                                                                                 |                                                                       |
| Italien                                     |                                                                                                 |                                                                       |
| Bologna San Vitale                          | Richtung Ancona und Richtung Florenz                                                            | ohne Empfangsgebäude                                                  |
| Casalecchio Garibaldi                       | Richtung Pistoia und Richtung Vignola                                                           | Empfangsgebäude in Seitenlage                                         |
| Genova Sampierdarena                        | Richtung Turin und Richtung Ventimiglia                                                         | Empfangsgebäude in Seitenlage                                         |
| Margherita di Savoia-Ofantino               | Richtung Lecce und Richtung Margherita di Savoia                                                | Richtung Margherita di Savoia abgebaut                                |
| Mondovì                                     | Richtung Turin und Richtung Bastia Mondovì                                                      | Richtung Bastia Mondovì abgebaut                                      |
| Monza                                       | Richtung Chiasso und Richtung Lecco                                                             | Empfangsgebäude in Seitenlage                                         |
| Paderno                                     | Richtung Bornato und Richtung Monterotondo                                                      | Richtung Monterotondo abgebaut                                        |
| Palazzolo sull’Oglio                        | Richtung Bergamo und Richtung Paratico                                                          | Empfangsgebäude in Seitenlage, Richtung Paratico nur Touristenverkehr |
| Pisa San Rossore                            | Richtung Lucca und Richtung La Spezia                                                           |                                                                       |
| Sesto Calende                               | Richtung Arona und Richtung Luino                                                               | Empfangsgebäude in Seitenlage                                         |
| Luxemburg                                   |                                                                                                 |                                                                       |
| Kautenbach                                  | Richtung Wiltz und Richtung Troisvierges (Ulflingen)                                            |                                                                       |
| Republik Moldau                             |                                                                                                 |                                                                       |
| Abaclia                                     | Richtung Galați und Richtung Cantemir                                                           |                                                                       |
| Niederlande                                 |                                                                                                 |                                                                       |
| Amsterdam Muiderpoort                       | Richtung Utrecht und Richtung Amersfoort                                                        |                                                                       |
| Schin op Geul                               | Richtung Heerlen und Richtung Aachen                                                            | Richtung Aachen Museumsbetrieb                                        |
| Kesteren                                    | Richtung Dordrecht und Richtung Amersfoort                                                      | Richtung Amersfoort abgebrochen                                       |
| Norwegen                                    |                                                                                                 |                                                                       |
| Hønefoss                                    | Richtung Hokksund und Richtung Roa                                                              |                                                                       |
| Skoppum                                     | Richtung Tønsberg und Richtung Horten                                                           | Richtung Horten stillgelegt                                           |
| Polen                                       |                                                                                                 |                                                                       |
| Czerwieńsk (Rothenburg)                     | Richtung Zbąszynek (Neu Bentschen) und Richtung Zielona Góra (Grünberg)                         |                                                                       |
| Gorzów Wielkopolski (Landsberg (Warthe))    | Richtung Krzyż (Kreuz) und Richtung Zbąszynek (Neu Bentschen)                                   | Empfangsgebäude in Seitenlage                                         |
| Jasień (Gassen)                             | Richtung Breslau (Breslau) und Richtung Żary (Sorau)                                            |                                                                       |
| Leszno (Lissa)                              | Richtung Ostrów Wielkopolski (Ostrowo) und Richtung Wrocław (Breslau)                           |                                                                       |
| Miłkowice (Arnsdorf)                        | Richtung Żagań (Sagan) und Richtung Węgliniec (Kohlfurt)                                        |                                                                       |
| Wierzchucin (Lindenbusch)                   | Richtung Maksymilianowo (Maxtal) und Richtung Laskowice Pomorskie (Laskowitz)                   |                                                                       |
| Zajączkowo Lubawskie (Zajonczkowo/Seinskau) | Richtung Działdowo (Soldau) und Richtung Lubawa (Löbau)                                         | nach Lubawa nur noch Anschlussgleis                                   |
| Zgorzelec (Görlitz-Moys)                    | Richtung Węgliniec (Kohlfurt) und Richtung Jelenia Góra (Hirschberg)                            |                                                                       |
| Schweden                                    |                                                                                                 |                                                                       |
| Djursholms Ösby                             | Richtung Kårsta und Richtung Näsbypark                                                          |                                                                       |
| Göringen                                    | Richtung Dalfors und Richtung Bollnäs                                                           | nach Dalfors abgebaut, andere Strecke ohne Verkehr, (Museum)          |
| Falun C                                     | Richtung Borlänge und Richtung Orsa                                                             | Richtung Orsa nur Güterverkehr                                        |
| Kristinehamn                                | Richtung Laxå und Richtung Filipstad                                                            | Bahnhofsgebäude in Seitenlage                                         |
| Nyköping C                                  | Richtung Stockholm und Richtung Oxelösund                                                       | Personenverkehr Richtung Oxelösund stillgelegt                        |
| Öxnered (Vänersborg Västra)                 | Richtung Herrljunga und Richtung Mellerud                                                       |                                                                       |
| Slowakei                                    |                                                                                                 |                                                                       |
| Bratislava-Vinohrady                        | Richtung Trnava und Richtung Nové Zámky                                                         | Haltepunkt an zwei Strecken                                           |
| Čadca                                       | Richtung Bohumín und Richtung Zwardoń Richtung Makov                                            |                                                                       |
| Spanien                                     |                                                                                                 |                                                                       |
| Castejon De Ebro                            | Richtung Pamplona und Richtung Logroño                                                          |                                                                       |
| Alsasua (Altsasu)                           | Richtung Pamplona und Richtung Irun                                                             |                                                                       |
| Tschechien                                  |                                                                                                 |                                                                       |
| Aš (Asch Staatsbahnhof)                     | Richtung Adorf und Richtung Oberkotzau                                                          |                                                                       |
| Stará Paka (Altpaka)                        | Richtung Jaroměř (Jermer) und Richtung Ostroměř (Wostromer)                                     |                                                                       |
| Havlíčkův Brod (Deutschbrod)                | Richtung Kolín (Kolin) und Richtung Pardubice (Pardubitz)                                       |                                                                       |
| Ostrava hl.n. (Ostrau)                      | Richtung Bohumín (Oderberg) und Richtung Frýdek-Místek (Friedeck-Mistek)                        |                                                                       |
| Ukraine                                     |                                                                                                 |                                                                       |
| Kosjatyn-1                                  | Richtung Kyjiw und Richtung Kowel                                                               | Gleisverbindung nach der Gabelung vorhanden                           |

### Keilbahnhöfe außerhalb Europas

#### Afrika
| Ort                                | Richtungen                                | Bemerkungen |
| ---------------------------------- | ----------------------------------------- | ----------- |
| Ägypten                            |                                           |             |
| Qalyub, Gouvernement al-Qalyubiyya | Strecke nach Banha und Strecke nach Minuf |             |

#### Amerika
| Ort                                          | Richtungen                                    | Bemerkungen   |
| -------------------------------------------- | --------------------------------------------- | ------------- |
| Argentinien                                  |                                               |               |
| Empalme Lobos in Lobos, Provinz Buenos Aires |                                               | Empalme Lobos |
| USA (Bundesstaat, Stadt)                     |                                               |               |
| Illinois, Chicago, Clybourn                  |                                               |               |
| Maryland, Point of Rocks                     | Strecken nach Washington (D.C.) und Baltimore |               |
| Massachusetts, Canton (Massachusetts)        |                                               |               |
| New Jersey, Denville                         |                                               |               |
| New Jersey, Princeton Junction               |                                               |               |

#### Asien
| Ort                                                               | Richtungen                                                                                    | Bemerkungen |
| ----------------------------------------------------------------- | --------------------------------------------------------------------------------------------- | ----------- |
| Japan                                                             |                                                                                               |             |
| JR-Bahnhof Chiba in Chiba, Präfektur Chiba                        | Sōbu-Hauptlinie nach Chōshi, Sotobō-Linie nach Kamogawa                                       |             |
| JR-Bahnhof Ōami in Chiba, Präfektur Chiba                         | Sotobō-Linie nach Kamogawa, Tōgane-Linie nach Narutō                                          |             |
| Meitetsu-Bahnhof Kasamatsu in Kasamatsu, Präfektur Gifu           | Meitetsu Nagoya-Hauptlinie nach Nagoya, Meitetsu Takehana-Linie nach Shin-Hashima             |             |
| Kintetsu-Bahnhof Kashiharajingū-mae in Kashihara, Präfektur Nara  | Kashihara-Linie nach Kyōto, Minami-Osaka-Linie nach Osaka                                     |             |
| Toyama-Chiho-Railway-Bahnhof Terada in Tateyama, Präfektur Toyama | Hauptlinie nach Unazuki-Onsen (Gleis 1/2), Tateyama-Linie nach Tateyama (Gleis 3/4)           |             |
| Kasachstan                                                        |                                                                                               |             |
| Köksu-Bahnhof, Balpyq Bi                                          | Turkestan-Sibirische Eisenbahn nach Nowosibirsk, Zweigstrecke nach Balpyq Bi (Ort), Qarabulaq |             |
| Türkei                                                            |                                                                                               |             |
| Eskişehir, Bahnhof Enveriye                                       | Anatolische Eisenbahn                                                                         |             |

#### Australien
| Ort                                | Richtungen                          | Bemerkungen |
| ---------------------------------- | ----------------------------------- | ----------- |
| New South Wales, Cootamundra West  |                                     | bis 2008    |
| New South Wales, Sydney, Blacktown |                                     |             |
| New South Wales, Werris Creek      | Strecken nach Tamworth und Gunnedah |             |
| Victoria, Melbourne, Footscray     |                                     |             |

#### Neuseeland
- Hamilton: North Island Main Trunk, East Coast Main Trunk